# Rhagoletis indifferens
Rhagoletis indifferens är en tvåvingeart som beskrevs av Charles Howard Curran 1932. Rhagoletis indifferens ingår i släktet Rhagoletis och familjen borrflugor. Inga underarter finns listade i Catalogue of Life.